# Mauritiussittich
|  | Dieser Artikel wurde aufgrund von formalen oder inhaltlichen Mängeln in der Qualitätssicherung Biologie zur Verbesserung eingetragen. Dies geschieht, um die Qualität der Biologie-Artikel auf ein akzeptables Niveau zu bringen. Bitte hilf mit, diesen Artikel zu verbessern! Artikel, die nicht signifikant verbessert werden, können gegebenenfalls gelöscht werden. Lies dazu auch die näheren Informationen in den Mindestanforderungen an Biologie-Artikel. |

Der Mauritiussittich (Alexandrinus eques, veraltet: Psittacula eques) ist die einzige noch rezente Art der Papageien, die endemisch auf Mauritius im südlichen Indischen Ozean vorkommt. Alle anderen lokalen Papageienarten sind durch menschlichen Einfluss ausgestorben. Er ist nah verwandt mit dem ausgestorbenen Réunion-Halsbandsittich der Insel Réunion, der lange als eigene Art betrachtet wurde. Eine DNA-Analyse ergab 2015, dass es sich wahrscheinlich um eine Unterart handelte.

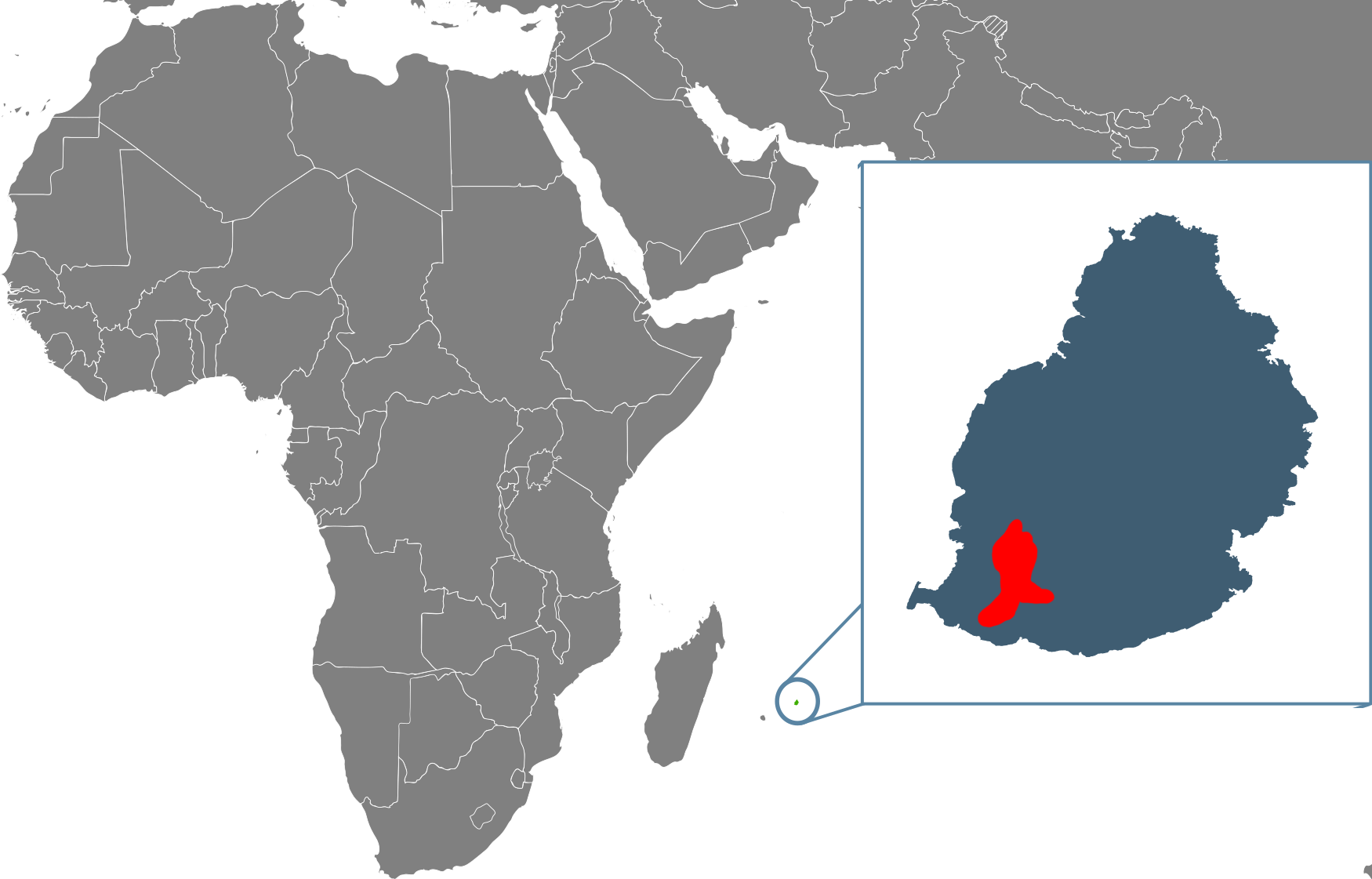
Verbreitungsgebiet (rot) des Mauritiussittich auf Mauritius (dunkelblau)

## Systematik

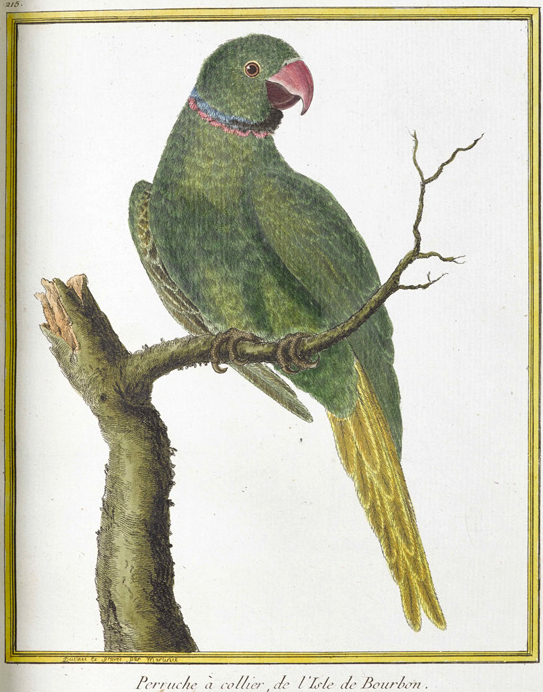
Zeichnung von Martinet, 1779

Die Änderung der Nomenklatur von Psittacula echo stieß in der Literatur auf breite Zustimmung und auch immer mehr Indizien sprechen dafür, dass der Réunion-Halsbandsittich, der bis dato nur von Gemälden und vom Hörensagen bekannt war, tatsächlich existiert hat, man hat nämlich einen Balg im Royal Museum of Scotland und verschiedene Beschreibungen entdeckt. Die Frage ob es sich dabei um eine eigenständige Art handelt, wird, abhängig von Lumper und Splittern, unterschiedlich bewertet.

### Evolution
Für die Papageien auf den Maskarenen wird eine Herkunft aus Südasien angenommen. Während des Pleistozäns lagen die Meeresspiegel deutlich tiefer, so dass es für die Tiere einfacher war, von Insel zu Insel zu gelangen. Von den acht endemischen Papageienarten sind jedoch alle bis auf den Mauritiussittich ausgestorben. Trotz spärlicher Vergleichsmaterialien und Fossilien lässt sich zeigen, dass diese ausgestorbenen Arten Besonderheiten wie vergrößerte Köpfe und Schnäbel sowie robuste Beine und Füße aufwiesen, dafür waren die Knochen und Muskeln der Brust reduziert. Julian P. Hume stellt sie zur Familie der Psittaculini und geht davon aus, dass sie sich durch Adaptive Radiation aus dieser Familie entwickelt haben. Neben morphologischen Eigenschaften spricht dafür die Tatsache, dass die Psittacula-Sittiche geschafft haben, eine ganze Reihe von isolierten Inseln des Indischen Ozeans zu besiedeln. Möglicherweise erfolgte die Besiedlung in mehreren Wellen und vielleicht geschah schon eine Differenzierung auf anderen Hotspot-Inseln, bevor die Maskarenen aus dem Meer auftauchten. 2012 ergab eine genetische Untersuchung, dass der Réunionsittich eine von mehreren Unterarten des Kleinen Vasapapageis von Madagaskar und nahen Inseln sei. Er gehört demnach nicht zu den Psittacula-Sittichen. Das ist umso überraschender, als er vom Körperbau her zu dieser Gruppe zu gehören scheint.
Das folgende Kladogramm versucht, die phylogenetische Position der Arten auf Mauritius und Réunion angelehnt an die Untersuchungen von Jackson u. a. im Jahr 2015 darzustellen:
|  | Psittacula krameri parvirostris (Abyssinian rose-ringed parakeet)                                                                                          |
|  | |
|  | \| \| Psittacula krameri manillensis (Indian rose-ringed parakeet) \| \| \| \| \| \| Psittacula krameri borealis (Boreal rose-ringed parakeet) \| \| \| \| |
|  | |
|  | Psittacula krameri manillensis (Indian rose-ringed parakeet)                                                                                               |
|  | |
|  | Psittacula krameri borealis (Boreal rose-ringed parakeet)                                                                                                  |
|  | |

|  | Psittacula krameri manillensis (Indian rose-ringed parakeet) |
|  |                                                              |
|  | Psittacula krameri borealis (Boreal rose-ringed parakeet)    |
|  |                                                              |

|  | \| \| Psittacula echo (Mauritius parakeet) \| \| \| \| \| \| Psittacula eques (Réunion parakeet) \| \| \| \| |
|  | |
|  | Psittacula exsul (Newton’s parakeet)                                                                         |
|  | |
|  | Psittacula echo (Mauritius parakeet)                                                                         |
|  | |
|  | Psittacula eques (Réunion parakeet)                                                                          |
|  | |

|  | Psittacula echo (Mauritius parakeet) |
|  |                                      |
|  | Psittacula eques (Réunion parakeet)  |
|  |                                      |

|  | Psittacula krameri parvirostris (Abyssinian rose-ringed parakeet)                                                                                          |
|  | |
|  | \| \| Psittacula krameri manillensis (Indian rose-ringed parakeet) \| \| \| \| \| \| Psittacula krameri borealis (Boreal rose-ringed parakeet) \| \| \| \| |
|  | |
|  | Psittacula krameri manillensis (Indian rose-ringed parakeet)                                                                                               |
|  | |
|  | Psittacula krameri borealis (Boreal rose-ringed parakeet)                                                                                                  |
|  | |

|  | Psittacula krameri manillensis (Indian rose-ringed parakeet) |
|  |                                                              |
|  | Psittacula krameri borealis (Boreal rose-ringed parakeet)    |
|  |                                                              |

|  | \| \| Psittacula echo (Mauritius parakeet) \| \| \| \| \| \| Psittacula eques (Réunion parakeet) \| \| \| \| |
|  | |
|  | Psittacula exsul (Newton’s parakeet)                                                                         |
|  | |
|  | Psittacula echo (Mauritius parakeet)                                                                         |
|  | |
|  | Psittacula eques (Réunion parakeet)                                                                          |
|  | |

|  | Psittacula echo (Mauritius parakeet) |
|  |                                      |
|  | Psittacula eques (Réunion parakeet)  |
|  |                                      |

|  | Psittacula krameri parvirostris (Abyssinian rose-ringed parakeet)                                                                                          |
|  | |
|  | \| \| Psittacula krameri manillensis (Indian rose-ringed parakeet) \| \| \| \| \| \| Psittacula krameri borealis (Boreal rose-ringed parakeet) \| \| \| \| |
|  | |
|  | Psittacula krameri manillensis (Indian rose-ringed parakeet)                                                                                               |
|  | |
|  | Psittacula krameri borealis (Boreal rose-ringed parakeet)                                                                                                  |
|  | |

|  | Psittacula krameri manillensis (Indian rose-ringed parakeet) |
|  |                                                              |
|  | Psittacula krameri borealis (Boreal rose-ringed parakeet)    |
|  |                                                              |

|  | \| \| Psittacula echo (Mauritius parakeet) \| \| \| \| \| \| Psittacula eques (Réunion parakeet) \| \| \| \| |
|  | |
|  | Psittacula exsul (Newton’s parakeet)                                                                         |
|  | |
|  | Psittacula echo (Mauritius parakeet)                                                                         |
|  | |
|  | Psittacula eques (Réunion parakeet)                                                                          |
|  | |

|  | Psittacula echo (Mauritius parakeet) |
|  |                                      |
|  | Psittacula eques (Réunion parakeet)  |
|  |                                      |

|  | Psittacula krameri parvirostris (Abyssinian rose-ringed parakeet)                                                                                          |
|  | |
|  | \| \| Psittacula krameri manillensis (Indian rose-ringed parakeet) \| \| \| \| \| \| Psittacula krameri borealis (Boreal rose-ringed parakeet) \| \| \| \| |
|  | |
|  | Psittacula krameri manillensis (Indian rose-ringed parakeet)                                                                                               |
|  | |
|  | Psittacula krameri borealis (Boreal rose-ringed parakeet)                                                                                                  |
|  | |

|  | Psittacula krameri manillensis (Indian rose-ringed parakeet) |
|  |                                                              |
|  | Psittacula krameri borealis (Boreal rose-ringed parakeet)    |
|  |                                                              |

|  | \| \| Psittacula echo (Mauritius parakeet) \| \| \| \| \| \| Psittacula eques (Réunion parakeet) \| \| \| \| |
|  | |
|  | Psittacula exsul (Newton’s parakeet)                                                                         |
|  | |
|  | Psittacula echo (Mauritius parakeet)                                                                         |
|  | |
|  | Psittacula eques (Réunion parakeet)                                                                          |
|  | |

|  | Psittacula echo (Mauritius parakeet) |
|  |                                      |
|  | Psittacula eques (Réunion parakeet)  |
|  |                                      |

## Merkmale

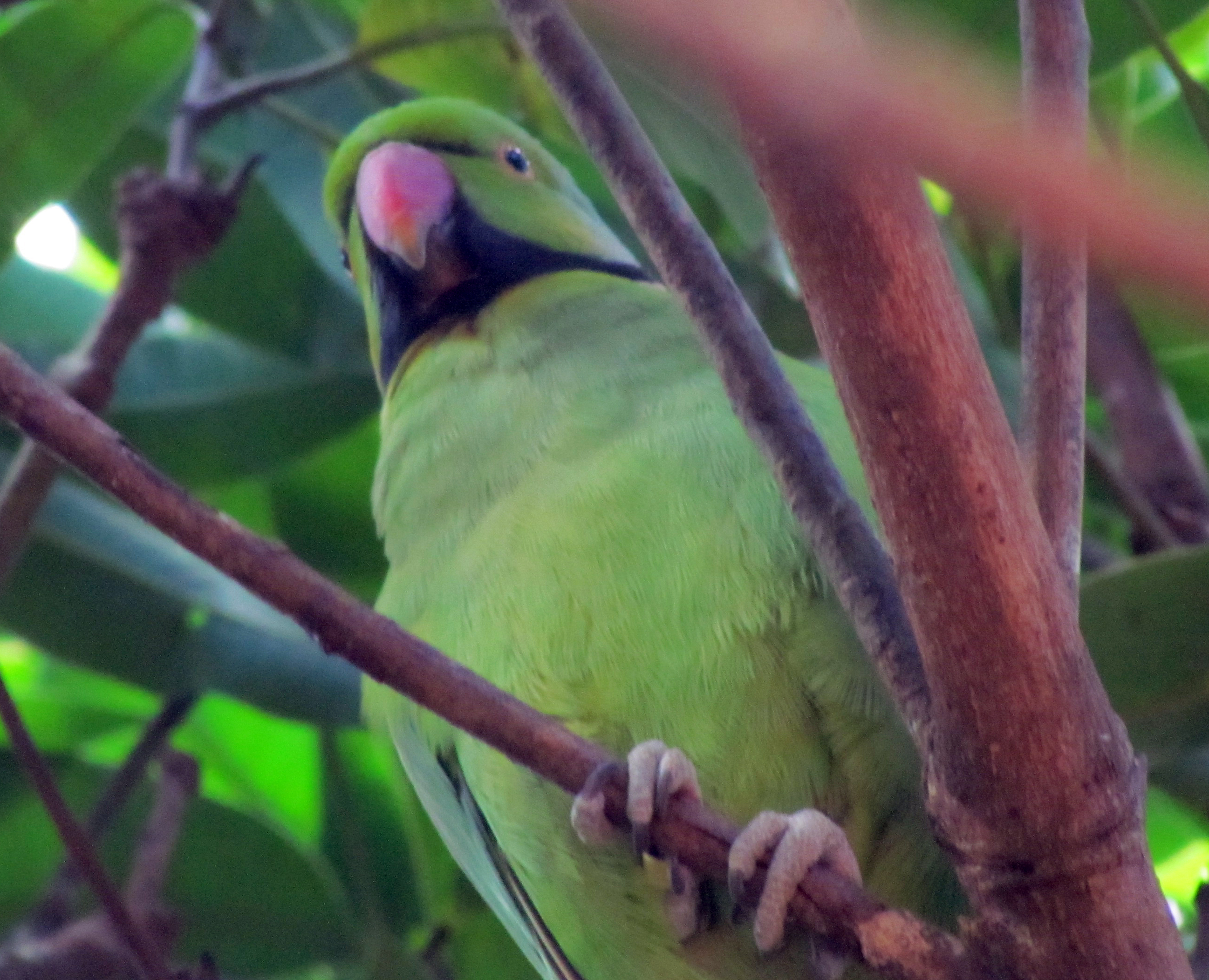
Vogel im Dickicht

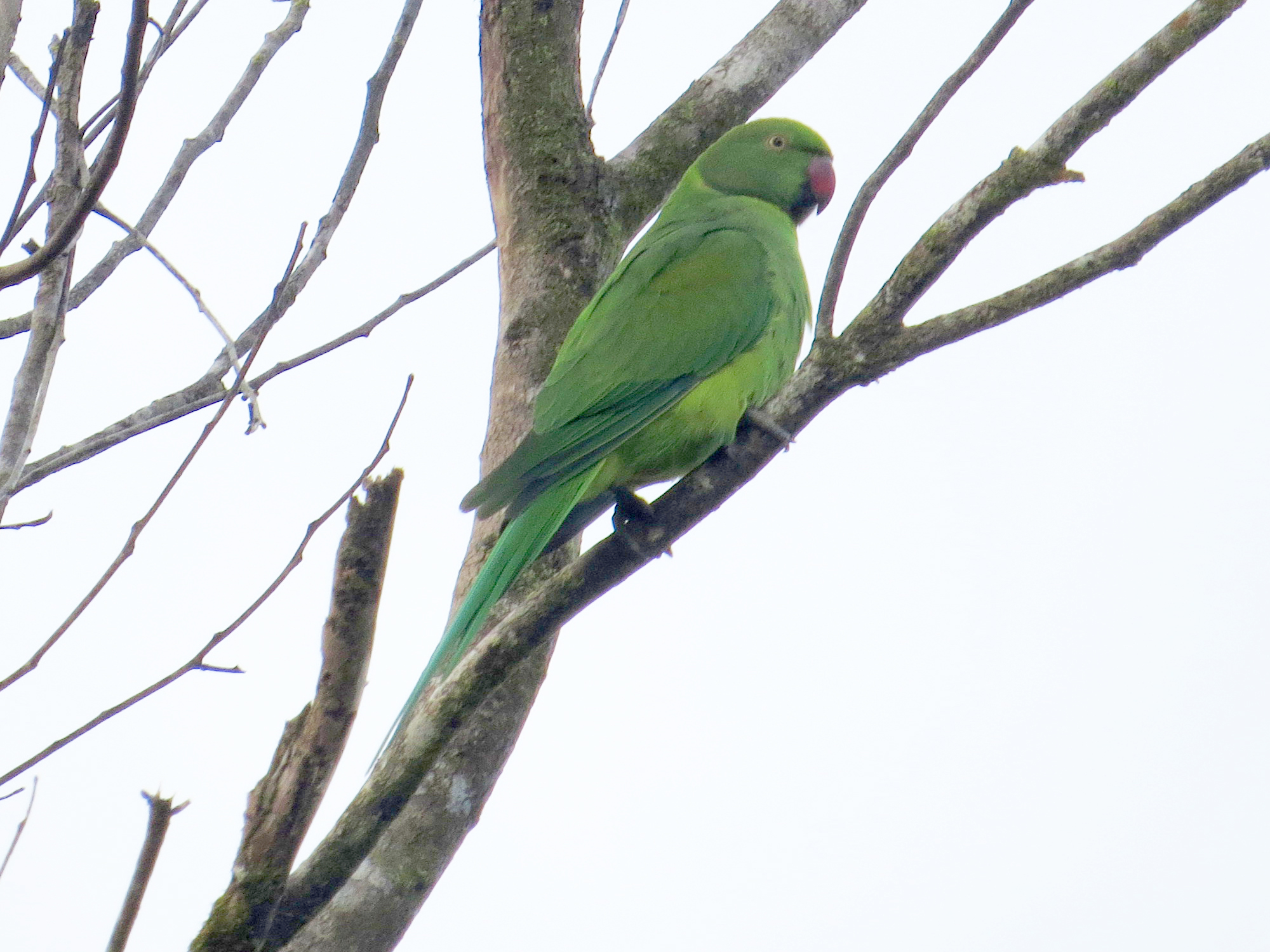
Männchen auf Mauritius

Der Echo-Papagei ist seinem nächsten Verwandten, dem Halsbandsittich, im Großen und Ganzen sehr ähnlich, mit der Ausnahme, dass er gedrungener gebaut ist, einen kürzeren Schwanz aufweist und von intensiverem Smaragdgrün ist. Den Weibchen fehlt das Halsband und ihr Schnabel ist komplett schwarz, während die Männchen einen roten Oberschnabel besitzen. Diese Merkmale sind auch beim Alexandersittich vorhanden, der allerdings nicht besonders nah verwandt ist. Sie werden auch beim Rotbrust-Sittich (Psittacula alexandri), beim Chinasittich und beim Blyth-Sittich (Psittacula caniceps) beobachtet, die zwar untereinander nah verwandt sind, aber nur weitläufig mit dem Mauritius-Sittich.

## Gefährdung und Schutz

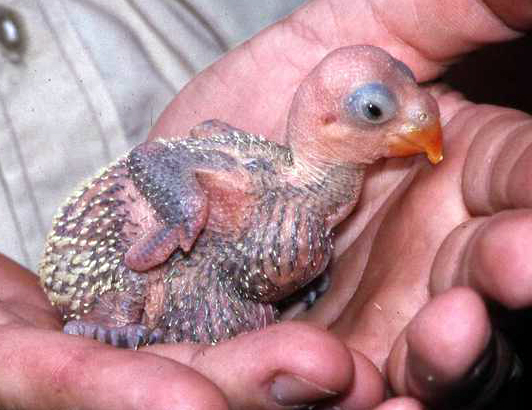
Küken in Gefangenschaft

Der Mauritiussittich ist einer der größten Erfolge der wildlife conservation in den letzten Jahrzehnten.
In den 1980ern war die Art beinahe ausgerottet. Nur noch etwa 10 Vögel waren übrig und seit den 1970ern hatten sie kaum erfolgreich gebrütet. Vor allem fehlten geeignete Nistgelegenheiten und Bruträuber wie Hausratten und Javaneraffen hatten den Gelegen zugesetzt. Darüber hinaus kam es zu Störungen durch Menschen, wilde Schweine und Hirsche, und die Konkurrenz mit anderen Arten und den neu eingeführten Halsbandsittichen schienen den Mauritius-Sittich zum Aussterben zu verdammen.
Aber ein Team unter der Leitung Carl Jones (bekannt durch seinen Einsatz für den Arterhalt des Mauritiusfalken und seine Erwähnung in Die Letzten ihrer Art) übernahm die Erhaltung der Art. Ein aufopferungsvolles Forschungs- und Schutzprojekt wurde gestartet und am Ende der 1980er hatte sich die Situation stabilisiert, wenn auch auf einem sehr niedrigen Level. Mitte der 1990er gab es wieder 50–60 Individuen und eine intensive Betreuung der Wildpopulation durch die Mauritian Wildlife Foundation begann. Diese Bemühungen trugen Früchte und im Januar 2000 war die Zahl der Vögel auf 100 Exemplare angewachsen.

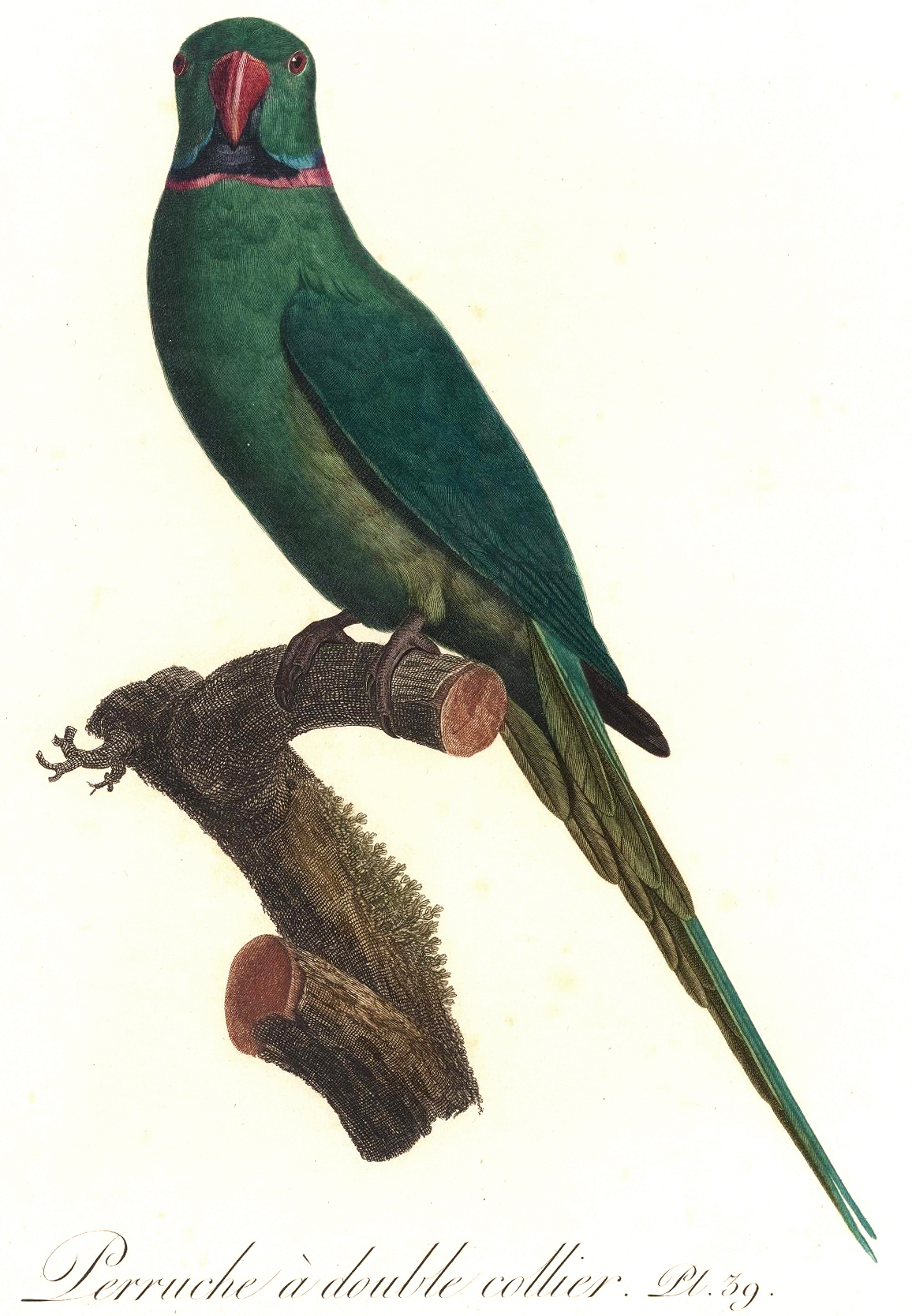
Illustration des ausgestorbenen Réunion-Sittich von Jacques Barraband, 1801.

Heute leben wieder 280-300 Tiere in freier Natur, von den etwa 200 geschlechtsreifen Tieren besteht etwa die eine Hälfte aus Brutpaaren und die andere Hälfte aus einzelnen Männchen. Im Gerald Durrell Endemic Wildlife Sanctuary kam es jedoch zu einigen Verlusten und mittlerweile lebt dort nur noch ein einzelnes Männchen.
Aufgrund dieser Entwicklungen wird der Mauritius-Sittich seit 2007 auch nicht mehr als „critically endangered“ eingestuft, sondern „nur noch“ als „endangered“ (Rote Liste gefährdeter Arten). Das Ziel ist, eine stabile Population mit mehr als 300 erwachsenen Vögeln in der Natur zu erhalten.